# Piers Butler, 8. Earl of Ormonde

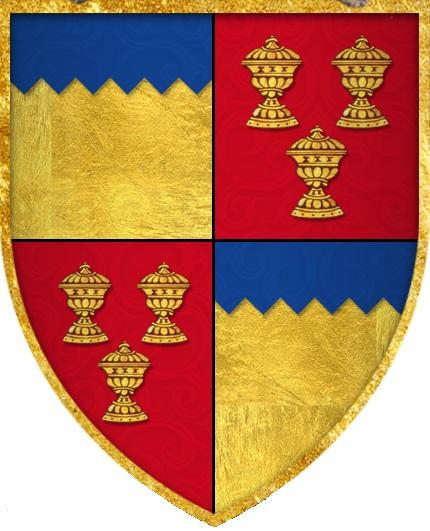
Wappen des Piers Butler, 8. Earl of Ormonde

Piers Butler, 8. Earl of Ormonde, genannt Red Piers (irisch Piers Ruadh) (* um 1467 in Pottlerath, County Kilkenny; † 26. August 1539 auf Kilkenny Castle) war ein irischer Peer und Lord Deputy of Ireland.

## Leben
Er war der dritte Sohn des Sir James Butler († 1487), Gutsherr von Polestown und Callan im County Kilkenny, aus dessen Ehe mit Sabina Kavanagh.
1479 wurde er zum Ritter geschlagen und 1489 Sheriff des County Kilkenny.
Um 1485 heiratete er Lady Margaret FitzGerald (um 1473–1542), Tochter des Gerald FitzGerald, 8. Earl of Kildare.
Als Heir Presumptive seines Großonkels dritten Grades Thomas Butler, 7. Earl of Ormonde (um 1426–1515), der keine Söhne hatte und sich vorwiegend in England aufhielt, nahm er 1498 dessen Schloss Kilkenny Castle in Besitz und wurde 1505 vom Earl als dessen Stellvertreter mit der Verwaltung von dessen Ländereien in Irland betraut. Beim Tod des Earls, 1515, erbte Butler dessen irischen Adelstitel als 8. Earl of Ormonde. Allerdings war unklar, ob die dazugehörigen Ländereien ihm oder den Töchtern des 7. Earl zustünden, weshalb die Krone die Ländereien zunächst einzog. Diese wurden bald auch von Thomas Boleyn beansprucht, der der Sohn einer der beiden Töchter des 7. Earls war und durch die Beziehung seiner Tochter Anne Boleyn mit König Heinrich VIII. besonderen Einfluss gewann. Auf Druck des Königs verzichtete Butler am 18. Februar 1528 auf den Titel Earl of Ormonde, der bald darauf Thomas Boleyn neu verliehen wurde. Stattdessen verlieh der König Butler am 23. Februar 1528 den Titel Earl of Ossory. Nachdem Anne Boleyn 1536 hingerichtet worden war, erhielt Piers Butler am 22. Februar 1538 dessen Ländereien in Irland und den Titel Earl of Ormonde zurück.
Von 1523 bis 1524 und von 1519 bis 1530 amtierte Butler als Lord Deputy of Ireland. 1528 wurde er zum Constable der königlichen Festung Dungarvan Castle im County Waterford ernannt.
Er starb am 26. August 1539 und wurde in der Sankt-Cainnech-Kathedrale von Kilkenny begraben. Sein ältester Sohn James, der bereits 1536 zum Viscount Thurles erhoben worden war, beerbte ihn als 9. Earl of Ormonde.

## Nachkommen
Aus seiner Ehe mit Lady Margaret FitzGerald hatte er drei Söhne und sechs Töchter:
- James Butler, 9. Earl of Ormonde (1496–1546), ⚭ 1532 Lady Joan FitzGerald, Tochter des 10. Earl of Desmond;
- Richard Butler, 1. Viscount Mountgarret (1500–1571), ⚭ (1) Catherine Barnewall, ⚭ (2) 1541 (geschieden 1541) Hon. Anne Plunkett, Tochter des 4. Baron Killeen, ⚭ (3) (geschieden 1546) Eleanor FitzGerald, ⚭ (4) Ellen Butler († 1575);
- Hon. Thomas Butler († 1532);
- Lady Margaret Butler († zwischen 1542 und 1551), ⚭ (1) Hon. Thomas FitzGerald, Sohn des 9. Earl of Desmond (2) ⚭ um 1533 Barnaby FitzPatrick, 1. Baron Upper Ossory;
- Lady Catherine Butler († 1553), ⚭  (1) vor 1526 Richard Power, 1. Baron Power, ⚭ (2) um 1550 James FitzGerald, 13. Earl of Desmond;
- Lady Joan Butler, ⚭ James Butler († 1538), Lord of Dunboyne;
- Lady Ellice Butler, ⚭ Gerald FitzGerald († 1553), Lord of Dromana and of the Decies;
- Lady Eleanor Butler († nach 1550), ⚭ Thomas Butler, 1. Baron Caher;
- Lady Ellen Butler († 1597), ⚭ um 1533 Donough O’Brien, 2. Earl of Thomond.